# Центральный (остров)
Центра́льный (Сентрал, англ. Central Island, Crocodile Island) — вулканический остров на озере Рудольф (Туркана) в Кении. Активный вулкан. Его склоны состоят из пемзы, туфа, пепла, андезитовой пирокластики, базальта, воды и фонолита. Время от времени проявляется фумарольная активность. Высота — 550 м.
Является местоположением национального парка Сентрал-Айленд (Central Island National Park), который находится в управлении Службы охраны дикой природы Кении (KWS) и Национальных музеев Кении (NMK). Национальный парк Сентрал-Айленд создан в 1985 году. Национальные парки на озере Туркана — Сибилои, Сентрал-Айленд и Саут-Айленд — являются с 2001 года объектом всемирного наследия ЮНЕСКО. Национальные парки на озере Туркана служат местом остановки для мигрирующих птиц и являются «родильным домом» для нильских крокодилов, бегемотов и различных ядовитых змей. На Центральном острове встречается кустарник сальвадора персидская (Salvadora persica).